# Emilio Zago
Emilio Zago (Venezia, 12 marzo 1852 – Venezia, 18 novembre 1929) è stato un attore italiano di teatro.

## Biografia

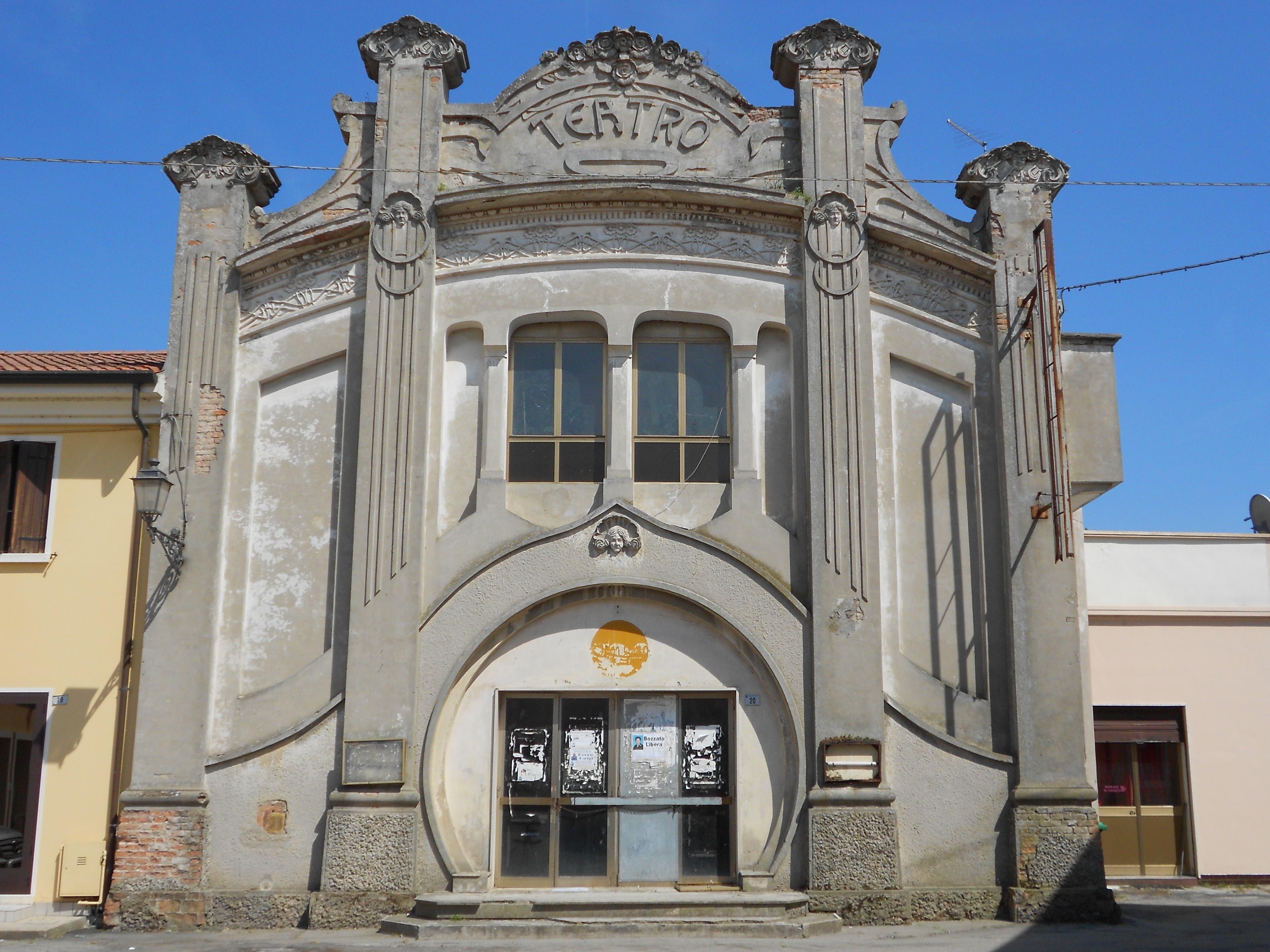
teatro Zago a Loreo

Nacque nel sestiere di San Marco, figlio unico di Giuseppe e Maria Vianello. Il padre era custode di Ca' Pesaro, allora proprietà della famiglia Bevilacqua-La Masa.
Non superò il metro e quaranta nemmeno in età adulta. Ebbe quindi delle difficoltà ad inizio carriera, ma riuscì a trasformare questo handicap in risorsa e, favorito dal carattere socievole e debordante, puntò con successo a ruoli comici da generico o da promiscuo.
Frequentò l'Istituto Cavanis con scarsissimo rendimento (solo le recite scolastiche destavano la sua attenzione). Il padre decise quindi di ritirarlo dagli studi e lo fece assumere come vice impiegato nell'azienda del senatore Antonio de Reali. Fu licenziato nel giro di poco tempo, essendo stato scoperto ad imitare i clienti per divertire i colleghi.
Oltre che dall'aspetto fisico, i suoi esordi furono ostacolati anche dal fatto di non essere figlio d'arte, in un'epoca in cui il capocomico era al contempo primattore, direttore e impresario. Nel 1867 debuttò con le associazioni filodrammatiche cittadine. Nel 1871 fu accolto in una modesta compagnia di Loreo (città che nel 1921 gli intitolò un teatro). Nei cinque anni successivi peregrinò da un gruppo a un altro, recitando in commedie dozzinali, spesso di fronte a sale vuote; fu però un passaggio fondamentale per mettere a punto la tecnica scenica e l'approccio con il pubblico.
Finalmente, nel 1877, fu scritturato dalla famosa compagnia di Angelo Moro Lin in qualità di generico, dove rimase per sette anni sino allo scioglimento della compagnia. Qui si fece apprezzare interpretando il piccolo fornaio in Mia fia e Nardo il paralitico ne I oci del cuor, entrambe di Giacinto Gallina, ma ebbe un sorprendente successo anche come Pantalone ne Il bugiardo di Carlo Goldoni.
Rimane con il grande attore veneziano fino allo scioglimento della compagnia, avvenuto nel 1883, per formarne successivamente una propria assieme ad Amalia Borisi recitando testi di Giacinto Gallina, Francesco Augusto Bon, Riccardo Selvatico, ma soprattutto dell'amato Carlo Goldoni. Continua poi a rappresentare testi di autori del teatro dialettale veneziano anche contemporaneo come le opere di Domenico Varagnolo e Arnaldo Boscolo, avendo accanto Dora Baldanello e creando un'altra compagnia con Guglielmo Privato per divenire in seguito capocomico.

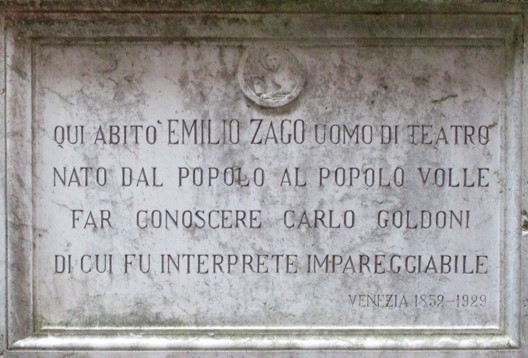
Casa di Emilio Zago a Venezia, Cannaregio 5628, Corte del Lion Bianco

Appare sulle scene con costante successo fino agli anni venti - l'ultima sua apparizione è nell'opera goldoniana Il bugiardo del 1927 - formando una brava schiera di giovani attori dialettali (fra questi Carlo Micheluzzi, Livio Pavanelli e Cesare Polacco). Sommo interprete goldoniano, sa anticipare i tempi rompendo, nelle sue compagnie, lo schema che imponeva ruoli fissi. Memorabile è anche la sua estrosa interpretazione della maschera della commedia dell'arte di Pantalone.
Nel 1882 sposò Cesira Borghini, insegnante di Ancona, che gli diede cinque figli, tutti in qualche modo coinvolti nel mondo teatrale: Giuseppe, Anna, Silvia, Elettra e Carola - quest'ultima diverrà madre dell'attore e doppiatore Alvise Battain.
Morì a Venezia il 18 novembre 1929 ed è sepolto nel cimitero di San Michele in isola (Recinto II, portico est).